# 御池通

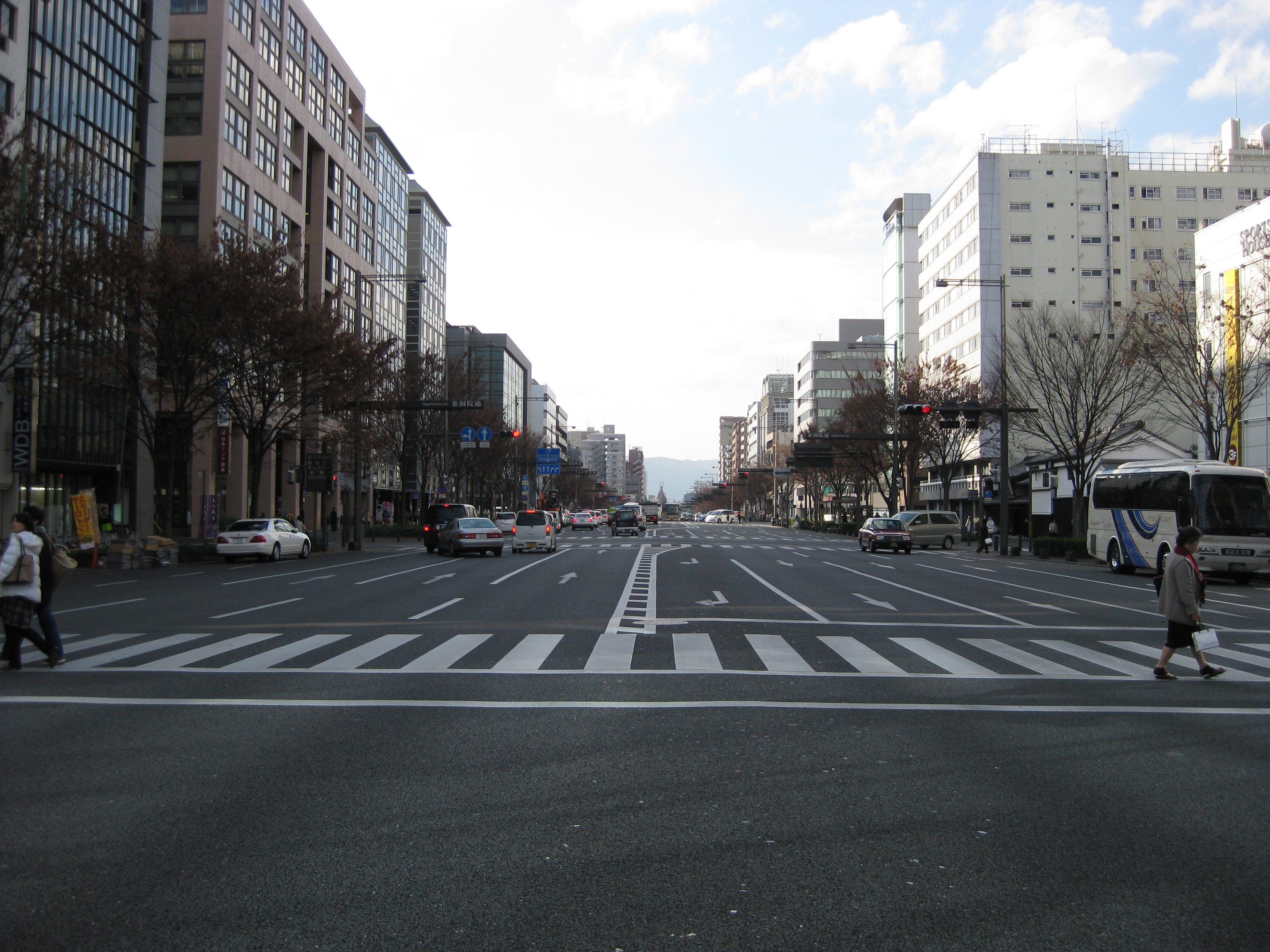
御池通。烏丸御池方面。

御池通（おいけどおり）是京都市主要的東西向道路之一。相當於平安京的三條坊門小路。東起川端通，西至太秦的天神川通，全長4.9km，但是，途中被二條車站分斷，和北側的押小路通接續。

## 概要
橫斷京都市中心的中京區中央部，川端通～堀川通間的路段是京都市內最寬的道路。下方是地下鐵東西線。

## 沿線主要設施
- 御池大橋
- 京都市役所
- 本能寺（御池門）
- 京都御池創生館
- 自衛隊京都地方協力本部
- 京都防衛事務所
- 京都市立藝術大學
- 京都市立京都堀川音樂高等學校（御池門）
- 二條城
- 神泉苑
- 島津製作所三條工場
- 山之內淨水場

### 鐵道車站
- 京都市營地下鐵
  - 東西線
    - - 京都市役所前車站 - 烏丸御池車站 - 二條城前車站 - 西大路御池車站 - 太秦天神川車站

  - 烏丸線
    - - 烏丸御池車站 -
- 西日本旅客鐵道
  - 山陰本線
    - - 二條車站 -

## 交差道路等
| 交差道路等 北←<御池通>→南             | 交差道路等 北←<御池通>→南             | 交差場所     | 交差場所     | 路線番號 |                  |
| ------------------------------------- | ------------------------------------- | ------------ | ------------ | -------- | ---------------- |
| <川端通>                              | 府道37號二條停車場東山三條線 <川端通> | 左京區       | 川端御池     |          | 東↑ ∧御池通∨ ↓西 |
| <川端通>                              | 府道37號二條停車場東山三條線 <川端通> | 左京區       | 川端御池     | 府道37號 | 東↑ ∧御池通∨ ↓西 |
| 鴨川                                  | 鴨川                                  | 左京區       | 御池大橋     |          | 東↑ ∧御池通∨ ↓西 |
| 鴨川                                  | 鴨川                                  | 中京區       | 御池大橋     |          | 東↑ ∧御池通∨ ↓西 |
| <木屋町通>                            | <木屋町通>                            | 木屋町御池   |              |          | 東↑ ∧御池通∨ ↓西 |
| 府道32號下鴨京都停車場線 <河原町通>   | 府道32號下鴨京都停車場線 <河原町通>   | 河原町御池   |              |          | 東↑ ∧御池通∨ ↓西 |
| 國道367號 <烏丸通>                    | 國道367號 <烏丸通>                    | 烏丸御池     |              |          | 東↑ ∧御池通∨ ↓西 |
| 府道37號二條停車場東山三條線 <堀川通> | 府道38號京都廣河原美山線 <堀川通>     | 堀川御池     |              |          | 東↑ ∧御池通∨ ↓西 |
| 府道37號二條停車場東山三條線 <堀川通> | 府道38號京都廣河原美山線 <堀川通>     | 堀川御池     | -            |          | 東↑ ∧御池通∨ ↓西 |
| 府道37號二條停車場東山三條線 <千本通> | 府道112號二條停車場嵐山線 <千本通>    | 二條車站東口 |              |          | 東↑ ∧御池通∨ ↓西 |
| ※在此和北側的押小路通接續             |                                       |              |              |          | 東↑ ∧御池通∨ ↓西 |
| 府道111號二條停車場圓町線 <千本通>    | 府道37號二條停車場東山三條線 <千本通> | 中京區       |              | -        | 東↑ ∧御池通∨ ↓西 |
| 山陰本線（嵯峨野線）                  |                                       | 中京區       |              | -        | 東↑ ∧御池通∨ ↓西 |
| <七本松通>                            |                                       | 中京區       |              | -        | 東↑ ∧御池通∨ ↓西 |
| 市道181號京都環狀線 <西大路通>        | 市道181號京都環狀線 <西大路通>        | 中京區       | 西大路御池   | -        | 東↑ ∧御池通∨ ↓西 |
| <佐井通>                              |                                       | 中京區       |              | -        | 東↑ ∧御池通∨ ↓西 |
| <西小路通>                            | <西小路通>                            | 中京區       | 西小路御池   | -        | 東↑ ∧御池通∨ ↓西 |
| <葛野大路通>                          | <葛野大路通>                          | 右京區       | 葛野大路御池 | -        | 東↑ ∧御池通∨ ↓西 |
| 天神川                                | 天神川                                | 右京區       | 山之內橋     | -        | 東↑ ∧御池通∨ ↓西 |
| 國道162號 <天神川通>                  | 國道162號 <天神川通>                  | 右京區       | 天神川御池   | -        | 東↑ ∧御池通∨ ↓西 |
| 府道112號二條停車場嵐山線 <三條通>    | 府道112號二條停車場嵐山線 <三條通>    | 右京區       | 三條御池     | -        | 東↑ ∧御池通∨ ↓西 |

## 脚注
1. ↑  千宗室・森谷尅久監修　『京都の大路小路』、小学館、1994年。

## 關連項目
- 京雀

| 京都市內的東西向道路                | 京都市內的東西向道路   | 京都市內的東西向道路 |
| ----------------------------------- | ---------------------- | -------------------- |
| 西至： 三條通（太秦天神川車站西詰） | 北側相鄰道路：押小路通 | 東至： 川端通        |
| 西至： 三條通（太秦天神川車站西詰） | 御池通                 | 東至： 川端通        |
| 西至： 三條通（太秦天神川車站西詰） | 南側相鄰道路：姉小路通 | 東至： 川端通        |